# Március idusa
Március idusa március 15. ünnepélyes, választékos megnevezése.

## Az idus szó eredete
Az idus az etruszk iduare (latin dividere, magyarul szétosztani, kettéosztani) szóból ered.

## Története

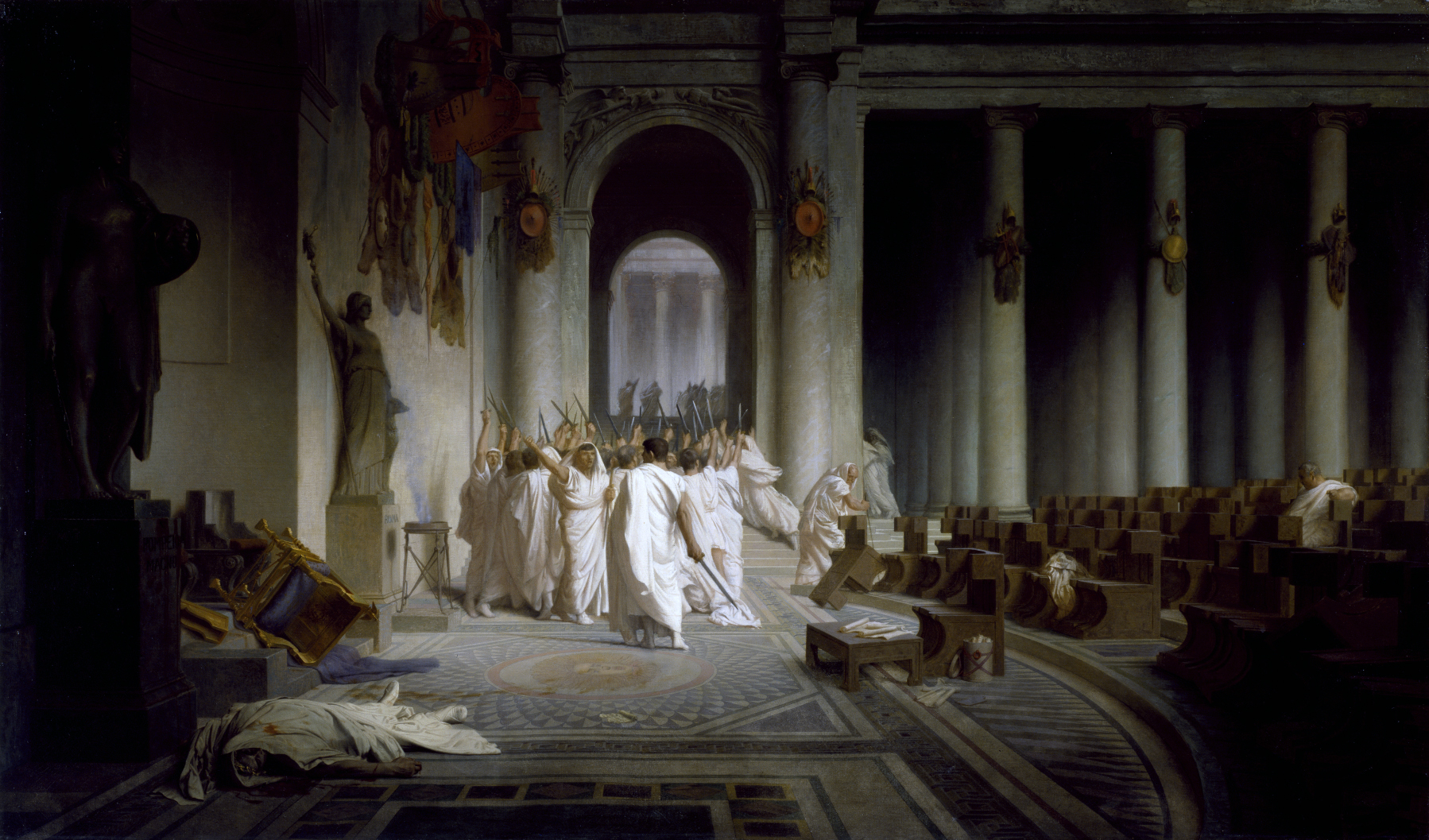
Jean-Léon Gérôme: Cézár halála

- Az idus a római naptárban minden hónapnak a közepe volt. Eredetileg a holdtöltével esett össze, később a naptárügy rendezése után a hónapok különböző hosszához képest néhányban (így március, május, július, október) a hónap 15. napjára jutott, míg a többiekben a 13-ikra.
- Március 15-e különös jelentőségű azóta, hogy Brutus és társai Julius Caesart ezen a napon ölték meg.
- Magyarul az idus szót kizárólag március 15. megnevezésére használjuk, az 1848-as forradalom e jeles napjára  emlékezve.